# Valvoline
La Valvoline è un'azienda statunitense che produce e distribuisce additivi chimici, in particolare modo lubrificanti come olio e additivi per motore. Possiede anche le catene di vendita Valvoline Instant Oil Change e centri di riparazione auto Valvoline Express Care. A partire dal 2016 è il secondo più grande fornitore di servizi di cambio olio negli Stati Uniti con una quota di mercato del 10% e 1050 sedi.

## Storia
John Ellis, già inventore di un lubrificante a base di petrolio per motori a vapore, fondò la Valvoline il 6 settembre 1866 a Binghamton, New York, come Continuous Oil Refining Company. Nel 1868 Ellis ribattezzò la Binghamton Cylinder Oil con il nome Valvoline. L'anno successivo trasferì la Continuous Oil Refining Company a Brooklyn. Con suo figlio e suo genero, Ellis ribattezzò l'azienda in Ellis & Leonard trasferendosi a Shadyside, nel New Jersey.
Nel 1949 la Ashland acquistò la Freedom-Valvoline Company'. Nel 2016 la controllata Valvoline rappresentava circa il 37% del fatturato annuale della società madre. Il 22 settembre 2016 la Valvoline è stata quotata alla Borsa di New York. Il 5 maggio 2017 la Ashland ha scorporato la Valvoline come società indipendente.